# 马蒂亚斯·莱索尔
马蒂亚斯·米歇尔·莱索尔（法語：Mathias Michel Lessort，1995年9月29日—），法国男子篮球运动员，2019年国际篮联篮球世界杯铜牌得主、2024年夏季奥林匹克运动会男子银牌得主。